# クディリ
クディリはインドネシアのジャワ島の東ジャワ州の都市。ブランタス川が近い。

クディリは砂糖と煙草貿易が盛んである。

「クディリ」(カディリ)はサンスクリット語で八重山青木を表す「カドゥリ」から来ている。当時は八重山青木がこの地域に自生していた。

## 歴史
10世紀～15世紀、ブランタス谷は古典ジャワ文化が栄えていた。
1042年、古マタラム王国のアイルランガ王がブランタス川上流の岸辺にクディリ町を設置した。当時は「ダハナプラ」や「ダハ」と呼ばれた。
1049年、アイルランガ王は亡くなった。
1052年、王国は西のパンジャル王国と東のジャンガラ王国に分裂した。ダハはパンジャル王国の首都となり、後にクディリ王国の首都になった。
1136年、ジャンガラ王国は滅亡した。
1221年、クディリ王国は滅亡した。
:146–147,158 
以降クディリの支配権はシンガサリ王国(1222年～1292年)、マジャパヒト王国(1293年～1527年)、ドゥマク王国(1475年～1548年)、マタラム王国(1587年～1755年)に順に移った。
ジャワ王国時代が終わると、クディリは小さな郊外の集落に衰退していった。後にオランダ領東インド(VOC)がジャワ島征服の中でクディリを征服した。1740年代のジャワ島東部はマドゥラ族貴族のサクラニングラトゥ4世が納めていた。彼はVOCに好意的で、マタラム王国からマドゥラ族が独立するのに利用しようとした。しかし彼の計画はVOCに拒否され、王はVOCに反乱を起こした。 マタラム王国のパクブワナ2世が派遣した将軍2人がVOCを援助し、反乱を鎮圧した。これにより、クディリはVOCの支配下に置かれた。

1906年、VOCはクディリを基礎自治体とし、クディリは再び栄え始めた。
1928年、自治市に昇格した。
1945年～1949年、インドネシア独立戦争でクディリはスディルマン中将率いるゲリラ攻撃の標的になった。
1958年、中国系インドネシア人のジョア・イン・ウィエが煙草産業を始めた。彼はクディリに広大な土地を買い、煙草工場を造った。4万人以上の市民が今でもここで働いている。
1965年、9月30日事件(クーデター)の失敗後、クディリでは何千人もが殺された。

## 社会と文化
ジャワ諸王国の首都が有ったクディリは、ジャワ文化の中心地の1つである。クディリ王国やマジャパヒト王国の遺跡やキャンディ(ヒンドゥー教や仏教の寺院)が今も残る。

### 運動
リーガ・インドネシアで試合しているプルシク・ケディリの本拠地である。2006年、プルシク・ケディリは2度目の優勝を果たした。

### 教育
クディリには国立大学が3校有る。
- ブラウィジャヤ大学
- STAINクディリ
- ポリテクニク・ネガリ・クディリ

私立は4校有る。
- イルム・ケセハタン・ブハクティ・ウィヤタ機関
- ヌサンタラ・PGRI・クディリ大学
- クディリ大学
- イスラム・クディリ大学

### 観光
クディリにはグア・マリア・ポフサランやクディリ水公園が有る。

## 参考資料
1. ↑  Kediri archeological discovery offers clues on ancient kingdom, The Jakarta Post, 24 March 2007.
2. ↑  Kediri, Encyclopædia Britannica.
3. ↑  Cœdès, George (1968). The Indianized states of Southeast Asia. University of Hawaii Press. ISBN 9780824803681
4. ↑  History of Kediri by City Council